# Volkan Konak

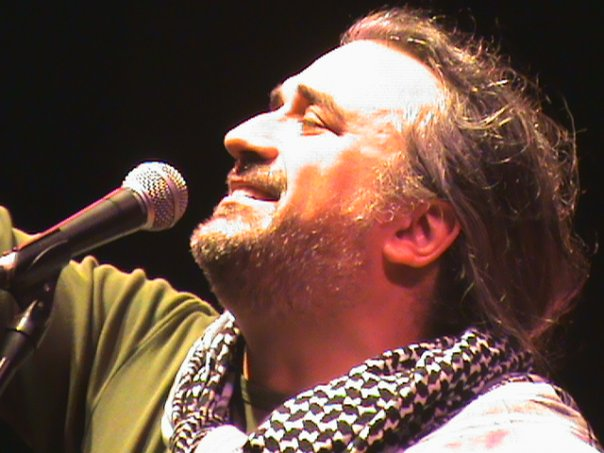
Volkan Konak bei einem Konzert in Diyarbakır, 2009

Volkan Konak (* 27. Februar 1967 in Maçka; † 31. März 2025 in Gazimağusa, Nordzypern) war ein türkischer Volksmusikkünstler. 

## Leben und Karriere
Volkan Konak wurde 1967 im Dorf Hacevara geboren. Nach dem Besuch der Grund- und Mittelschule sowie des Gymnasiums in Maçka studierte er von 1983/1984 bis 1988 am Staatskonservatorium für türkische Musik an der Technischen Universität Istanbul.
Er beschäftigte sich mit der türkischen Volksmusik. Mit dem Song Cerrahpaşa gelang es ihm, sich zu beweisen. Mit dem Album Mora erreichte er eine Goldene Schallplatte.
Im Januar 2024 kündigte er an, dass er am 29. Januar 2024 vollständig mit der Musik aufhören werde. In einer Erklärung nannte Konak als Grund dafür die politische Situation im Land; er erklärte, dass die politischen Parteien in der Türkei und im Nahen Osten entweder eine Sekte oder ein Einmannsystem seien. Das Ziel der Leute, die Politik machen, sei es, reich zu werden, und er werde nicht in einem Umfeld ohne Loyalität und Liebe singen.
Am Abend des 30. März 2025 gab Konak in Gazimağusa ein Konzert, wobei er bewusstlos wurde. Er wurde in ein Krankenhaus gebracht, wo er wenige Stunden später einem Herzinfarkt erlag.
Konak war verheiratet und hatte zwei Töchter und einen Sohn.

## Diskografie

### Alben
- 1989: Suların Horon Yeri
- 1993: Efulim
- 1994: Gelir Misin Benimle
- 1996: Volkanik Parçalar
- 1998: Pedaliza
- 2000: Şimal Rüzgârı
- 2003: Maranda
- 2006: Mora (TR: Gold)[5]
- 2009: Mimoza
- 2012: Lifor
- 2015: Manolya
- 2019: Dalya

### Gemeinschaftsalben
- 2017: Klasikleri 1

### Singles (Auswahl)
- 2003: Herkesin Bir Derdi Var (Cerrahpaşa)
- 2009: Mimoza Çiçeğim (Original: Chainides – Tsi Yiayiás Ta Paramíthia)
- 2009: Yarim Yarim
- 2014: Yatma Yeşil Çimene
- 2015: Aleni Aleni
- 2016: İzmir Marşı

## Preise und Auszeichnungen
- 2004: Kral Türkiye Müzik Award in der Kategorie Bester türkischer Volksmusiker
- 2004: Musikjournalisten, bester Künstler
- 2004: Auszeichnung für das meistverkauft Album (für Maranda)
- 2007: Goldene Plakette (Altın Plak, für Mora)
- 2009: Altın Kelebek Award in der Kategorie Bester türkischer Volksmusiker
- 2010: Altın Kelebek Award in der Kategorie Bester türkischer Volksmusiker
- 2011: Altın Kelebek Award in der Kategorie Bester türkischer Volksmusiker
- 2015: Altın Kelebek Award in der Kategorie Bester türkischer Volksmusiker